# خسروان عليا (مقاطعة فراهان)
خسروان عليا (بالفارسية: خسروان علیا) هي قرية تقع في مركزي في إيران. يقدر عدد سكانها بـ 71 نسمة بحسب إحصاء 2016.